# (3705) Hotellasilla
(3705) Hotellasilla es un asteroide que forma parte del cinturón de asteroides y fue descubierto por Henri Debehogne el 4 de marzo de 1984 desde el Observatorio de La Silla, Chile.

## Designación y nombre
Hotellasilla se designó inicialmente como 1984 ET1.
Más adelante, en 1999, fue nombrado en honor del hostelero alemán Erich Schumann, gerente del hotel ESO La Silla próximo al observatorio.

## Características orbitales
Hotellasilla orbita a una distancia media de 3,127 ua del Sol, pudiendo acercarse hasta 2,589 ua y alejarse hasta 3,664 ua. Tiene una inclinación orbital de 1,398 grados y una excentricidad de 0,1719. Emplea 2020 días en completar una órbita alrededor del Sol.

## Características físicas
La magnitud absoluta de Hotellasilla es 12,4.